# الأفوه
الأفوه بن عمرو بن مالك الأودي المذحجي (176 ق هـ - 450م / 68 ق هـ - نحو555م): شاعر، ويعد من أشهر حكماء العرب. وكان من سادات العرب وفرسانها في الجاهلية، قال محمد بن السائب الكلبي: «كان الأفوه من كبار الشعراء القدماء في الجاهلية ، وكان سيد قومه وقائدهم في حروبهم، وكانوا يصدرون عن رأيه». لقب بالأفوه لأنه كان مفوهًا مجيدًا، قال ابن جني: «رجل مفوه إذا أجاد القول؛ لأنه يخرج من فيه، ومنه الأفوه الأودي».وكان من أهل سرو مذحج، وانتهت إليه إمرة مذحج كلها. وقد جعله جرجي زيدان على رأس الأمراء الشعراء.
شهد الأفوه يوم رَوْضَةُ السُّلّانِ وكانت لهم الغلبة على بني نزار، وفي حربها قُتل ربيعة بن الحارث التغلبي. وكان يوم سلان سببه أن ربيعة والشماليون كانوا يدينون بالولاء لملوك اليمن، ثم تمّردوا نتيجة الظلم، فأرسلت السلطة الجنوبية حملات لتأديب الثائرين والمتمردين، وامتدت تلك الحملات بين عامي (488م - 491م). وفي عام 492م، حشد عرب الشمال قبائلهم في مواجهة الظلم، فقدم سلمة بن الحارث الكندي في جيوشٍ من قبائل كندة ومذحج بغرض التأديب، وكان الأفوه الأودي مُؤمّرًا على مذحج. والتقى الطرفان في جبل خزاز، وقاتلت القبائل النزاية قتال المظلوم، فأنتصروا. وأصيب الأفوه بجراحات، وله فيها قصيدتين. قال أبو زياد الكلابي: «يوم خزاز أعظم يوم التقت فيه العرب في الجاهلية وأنه أول يوم استنصفت فيه نزار من اليمن».
أكثر قصائد الأفوه في الفخر والحماسة، وكانت العرب تعده في شعراء الحكمة، وحكمه في معظمها وعظية، يغلب عليها التقرير وإن كان بعضها صادراً عن معاناة وانفعال عنيفين، يبدو فيها الألم لما حلّ بقومه من التنابذ والفرقة، فتراه يدعوهم إلى الوحدة كما يدعوهم إلى العلم والأخلاق ويبين لهم نتائج الفوضى وسيادة الجهل وضياع الرأي الحكيم.

## سيرته وحياته

### النسب
- الأفوه هو: صلاءة بن عمرو بن مالك بن عوف بن الأفكل بن عوف بن الحارث بن عوف بن منبه بن أود بن صعب بن سعد العشيرة بن مذحج.[13]

### النشأة

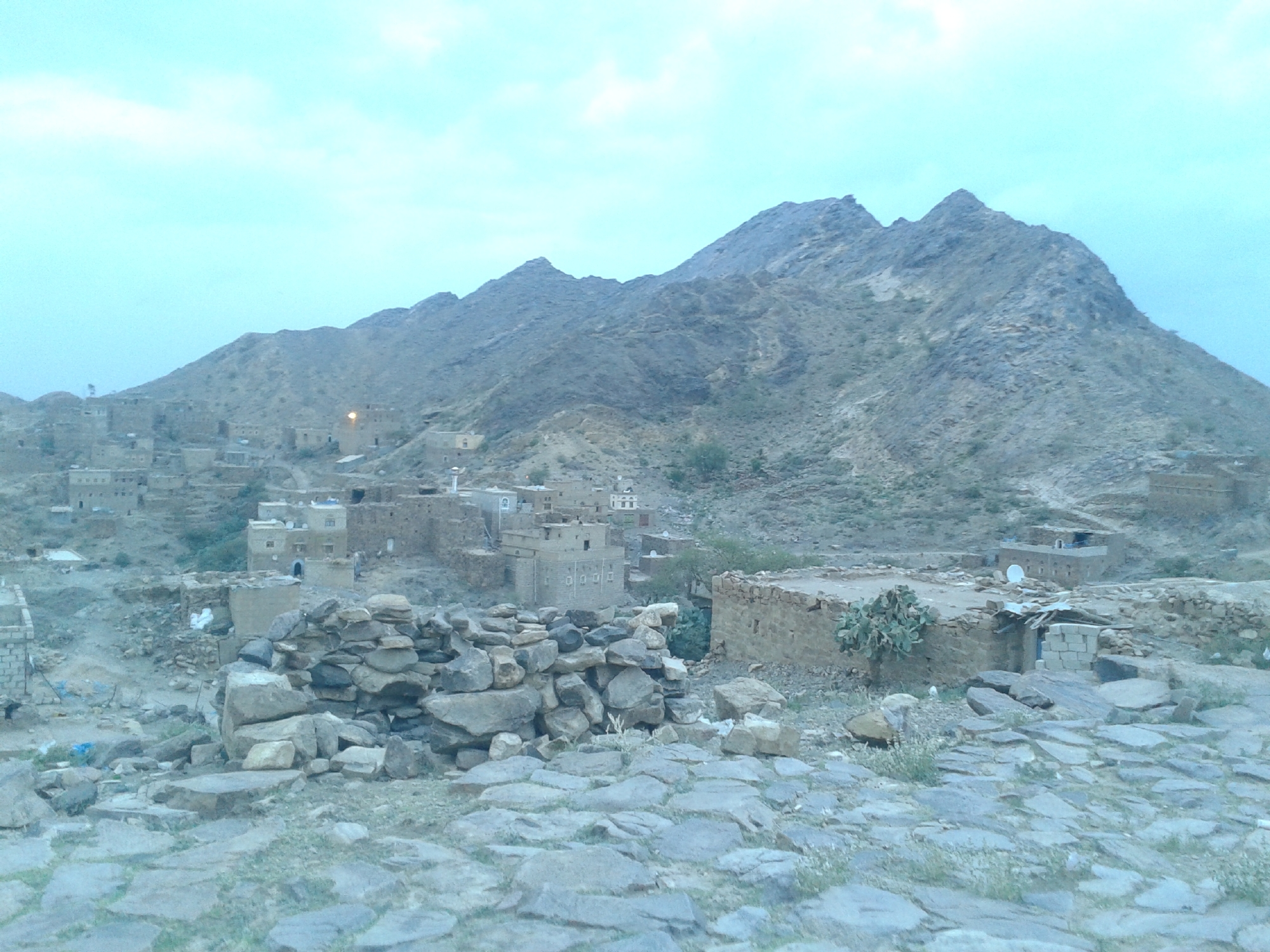
جانب من من محافظة البيضاء حيث نشأ الأفوه الأودي.

نشأ الأفوة في بيت سيادة ورئاسة بمنطقة سرو مذحج باليمن، وقد ذكر الهمداني بلدة الأفوة قائلاً:« وادي نعوة لبني منبه وهم إخوة بني كتيف وبني قيس من بني أود وهم رهط الأفوه الأودي»، وما يزال وادي نعوة يحتفظ باسمه حتى اليوم في مديرية الزاهر بمحافظة البيضاء.
وجد الشاعر الثالث هو الأفكل واسمه معاوية بن عوف بن الحارث رئيس مذحج في زمنه، وفي ذلك قال ابن الكلبي:«معاوية وهو الأفكل، قد رأس».وأبوه هو عمرو بن مالك، فارس الشوهاء. والشوهاء اسم فرسه، وتوصف كل فرس بأنها شوهاء إذا كانت طويلة رائعة. وقد كان والد الأفوه قائدا في قبائل مذحج، فقال الأفوه يذكر أيام أبيه:

### رئاسته

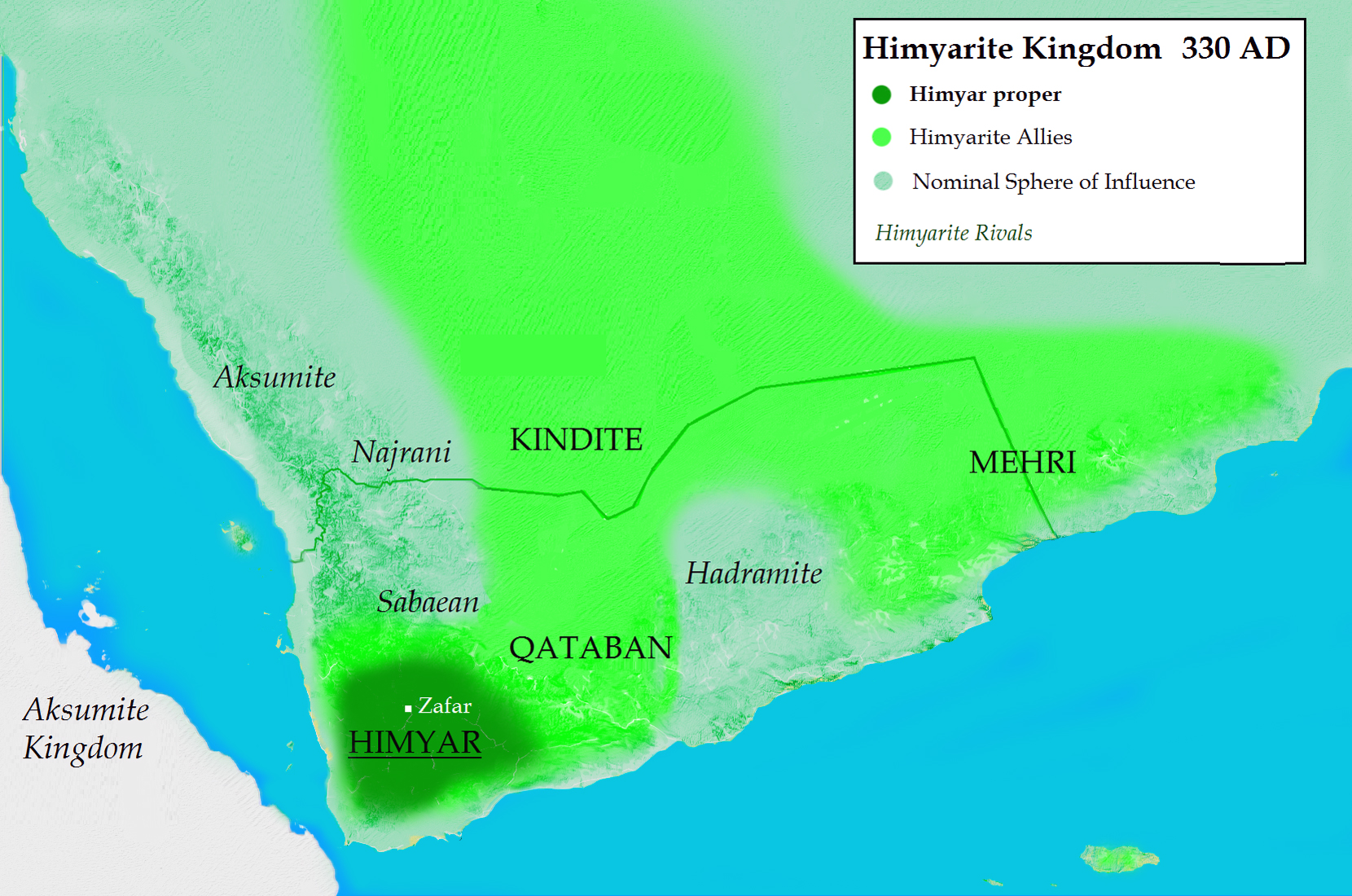
اليمن وممالك حمير.

في زمن الملك معديكرب ينعم ابن شرحبيل انعقدت رئاسة وقيادة قبائل مذحج للأفوه الأودي، وقد جاء في كتاب الأغاني عن ابن الكلبي: «كان الأفوه من كبار الشعراء القدماء في الجاهلية ، وكان سيد قومه وقائدهم في حروبهم، وكانوا يصدرون  عن رأيه». وقد ورث الرئاسة الأفوه عن أجداده وأبيه فارس الشوهاء. وجاء في إحدى الروايات: «كان التبع بن ذي الأذعار أمره على أود وجميع مذحج»، وبالرغم من أن زمن تبع بن ذي الأذعار أقدم من الأفوه بعدة قرون إلا أن ذلك يدل على أن رئاسة وتأمير الأفوه كانت من أحد الملوك التبابعة - ربما من سلالة ذي الأذعار - في زمن حملات الأفوه ما بين العقد الثامن والتاسع من القرن الخامس الميلادي. ولم يكن الأفوه رئيسا قائد لبني أود فقط وإنما جميع مذحج، ومما يشير إلى ذلك قول الأفوه:
وسعد: هم قبائل سعد العشيرة بن مذحج، وهم: أود، وزبيد، وأوس الله، وجعفى بن سعد بن مذحج، وحكم بن سعد بن مذحج، خمس قبائل أو بطون مذحجية كبيرة. وكذلك كانت رئاسته أو قيادته الحربية بالذات تشمل بقية قبائل مذحج وهي قبائل ويطون عنس بن مذحج، وعلة بن جلد بن مذحج، ومراد بن مذحج. وفي ذلك قال الأفوه:

## حملات الأفوه العسكرية
لقد كان الأفوه الأودي قائد فرسان رجالات مذحج في الحملات الحربية التي توجهها الدولة لترسيخ سيادتها أو نفوذها أو لتأمين المراكز والطرق التجارية في مناطق وقبائل العروض ونجد وبعض جهات اليمامة والحجاز إذا استلزم الأمر ذلك، حيث قاد الأفوه الأودي زهاء عشرين حملة حربية خلال فترة رئاسته وقيادته التي ربما دامت زهاء أربعين سنة، وقد ذكر الأفوه تلك الحملات في أشعاره. وفي ذلك قال ابن إسحاق:«وكان الأفوه يروم الرئاسة والغزو بقومه لقبائل نزار». وقال ابن الكلبي: «كان الأفوه من كبار الشعراء القدماء في الجاهلية ، وكان سيد قومه وقائدهم في حروبهم، وكانوا يصدرون عن رأيه».وقال أبو محمد الهمداني:«وكان - الأفوه - أحد فحول الشعراء في الجاهلية، وكان رئيسًا شهد خزاز والسلان والسد».

### يوم روضة السلان

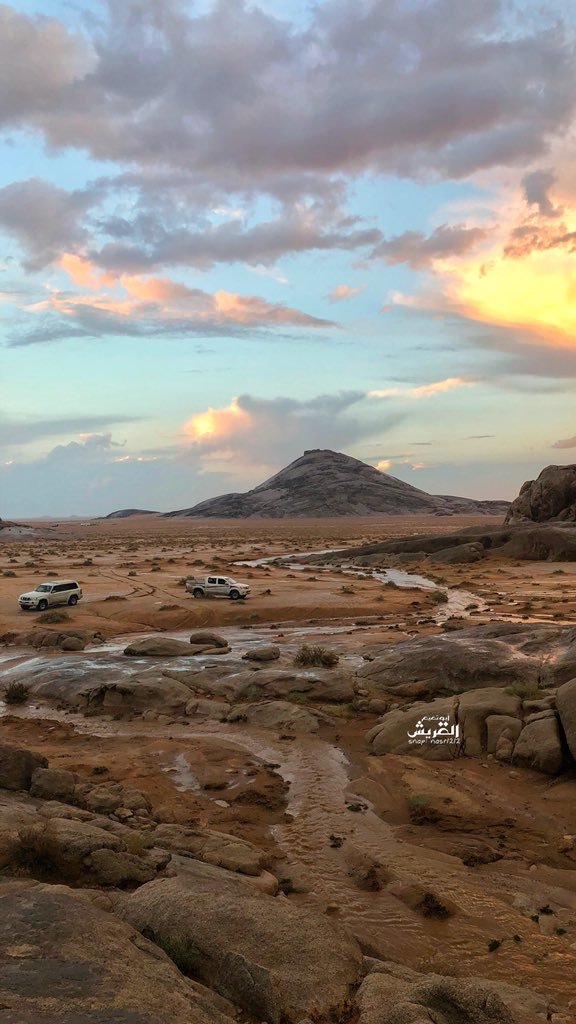
روضة السلان بإزاء جبل خزاز حيث كانت الوقعة.

وفي سنة 488م، شهد الأفوه الحملة التأديبية لعرب ربيعة لعدم دفعهم الإتاوة للسلطة الجنوبية، وقد امتنعت ربيعة في موضع يقال له سلان بإزاء خزاز، وهو اليوم في نطاق محافظة الرس. وحصل أن امتنعت القبائل من دفع الإتاوة المفروضة عليهم بسبب ضيق اصابهم من جراء جدب.
واجتمعت قبائل معد وقلدت أمرها لربيعة بن الحارث، فجمع الأخير الناس وتهيا للقتال في موضع السلان، فأقبلت كندة ومذحج لبلاد ربيعة، فالتقوا واقتتلوا قتالا شديدا انهزمت فيه معد، وقتل فيه ربيعة أبو كليب بن ربيعة، وأرسل الأسرى إلى اليمن. وقد قال الأفوه فاخرًا يستعرض انتصارته في ذاك اليوم:

### يوم خزاز

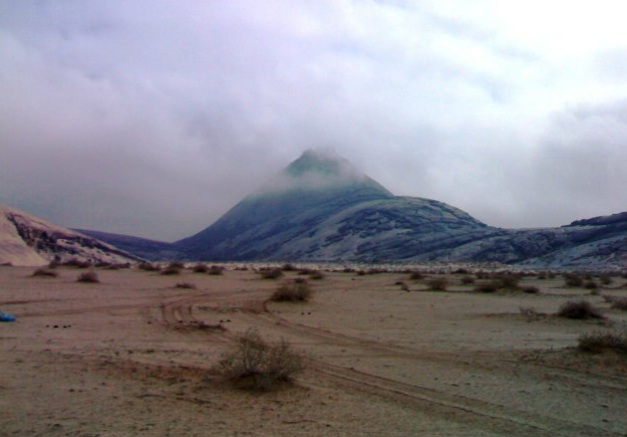
جبل خزاز حيث وقعة المعركة

سمي هذا اليوم بهذا الاسم نسبة إلى جبل خزاز الواقع في نجد، وهو اليوم في نطاق محافظة الرس. وكان يسكن السلان وخزاز قبائل بكر بن وائل وتغلب الربيعية النزارية، وسبب هذا اليوم أن ملك اليمن كان عنده أسرى من مضر وربيعة، أسروا يوم السلان. فوفد عليه وفد من وجوه بني معد يطلبون العفو وإطلاق الأسرى، فاحتبس الملك عنده بعض الوفد كرهائن، وقال للباقين ائتوني برؤساء قومكم لآخذ عليهم المواثيق بالطاعة لي وإلا قتلت أصحابكم، فرجهوا إلى قومهم وأخبروهم بالأمر، وهنا ابدت معد رغبتها بالاجتماع على كليب بن ربيعة والتخلص من تسلط اليمن عليها.
فسار الحارث بن عمرو الكندي ملك مملكة كندة في جيش عظيم إلى نجد، ومعه الأفوه الأودي على مذحج مُؤمّرًا من ملك اليمن. والتقى الطرفان في خزاز، فاقتتلوا قتالا شديدًا ضاريا على مدى أيام كانت الدائرة فيها على اليمن. وعاد الأفوة إلى بلده جريحا، وفي ذلك قال ابن إسحاق: «ولما رجع الأفوه ابن صلاءة الأودي إلى ابنته، فقالت: أين إخواني؟ قال: قتلوا جميعا. قالت: فأين الملوك؟ قال: قتلوا. قالت: فأين الأقيال من حمير؟ قال: أسارى في كليب. قالت: فأين حقك؟ قال: هذه الجراحات»، وأنشد يقول:

### حملاته على بني عامر
وذات مرة قتل بنو عامر رجلا أو جماعة - ربما كانوا قافلة تجارية - فشن الأفوه حملة على بني عامر، فأصاب منهم وزاد، ثم أعطاهم دیات من قتل منهم. قال الشاعر محمد سعيد جرادة : «ومن شعر الأفوه الأودي الذي يمثل أخلاق الفروسية وأعرافها قوله حين دفع دیات قتلاه من بني عامر»:
وذات مرة قام الأفوه الأودي بتوجيه حملة على قبيلة عامر بن صعصعة في نجد، بسبب وقوع ما استوجب ذلك، وكان ينوي المسير بنفسه إلا أنه مرض مرضا شديدة، فوجه الحملة بقيادة زيد بن الحارث الأودي، وأقام الأفوه حتى أفاق من وجعه بينما - كما جاء في الروايات - مضى زید بن الحارث الأودي حتى لقي بني عامر بن صعصعة في تضارع - وجاءت بنو كعب أو كلاب تضارع وعليهم عوف بن الأحوص بن جعفر بن کلاب. فقال لهم بنو عامر: ساندونا فما أصبنا كان بيننا وبينكم، فقالت بنو أود: لا والله حتى نأخذ بطائلتنا - وكان قد أصيب رجل من أود - فقام أخو المقتول وهو رجل من أود فقال: يا بني أود والله لتأخذ بطائلتي أو لأنتحين على سيفي. فاقتتلت أود وبنو عامر فظفرت أود وأصابت مغنما كثيرًا، فقال الأفوه الأودي في ذلك:

## شعره
للأفوه الأودي ثلاث قصائد تعد من أهم القصائد العربية، وهي قصيدة (إِنْ تَرَيْ رَأْسِيَ فِيهِ قَزَعٌ ..) والتي قال عنها ابن قتيبة: «هذه القصيدة من جيد شعر العرب».والقصيدة السينية (.. الشرُّ لا يُفْنيه ضَرْح الشَّموس) التي قال القاضي أحمد شاكر في هامش ابن قتيبة : «إنها قصيدة من عزيز الشعر ونادره» وهي أربعة وثلاثون بيتا. وقصيدة (لا يَصلُحُ الناسُ فَوضَى لا سُراةَ لهُم..) وهي من أشهر القصائد التي تناقلتها الأجيال. وتلك القصائد الثلاث هي أعلى شعره.

### الدالية (فينا معاشر.. )
الدالية هي قصيدته المشهورة، التي تعد من حكمة العرب، وآدابها، وفيها قواعد الحكم والسياسة. وقد وجهها الأفوه هجاءاً إلى معاشر من قومه لم يسهموا في بناء أمجاد قبيلتهم، بل قادهم الغي والجهل إلى إفساد سمعة عشيرتهم، وإلى إضعاف منزلتها، ورأى أنهم نذير شؤم بهلاك قومهم، وذلك في قوله:
ومما يدل على علو مكانة تلك القصيدة ما جاء في كتاب الأغاني عن حماد الرواية قال: «استقدمني هشام بن عبد الملك في خلافته وأمر لي بصلة سنية وحملان فلما دخلت عليه استنشدني قصيدة الأفوه الأودي:  لنا معاشِرُ لم يَبْنُوا لقومِهِمُ ..  فأنشدته إياها».

### الرائية (إِنْ تَرَيْ رَأْسِيَ ..)
من جيّد شعر العرب، ونهى النّبي صلى الله عليه وسلم عن إنشادها لما فيها من ذكر إسماعيل عليه السلام:

## وفاته
أجمع المؤرخون أن الأفوه توفي في الربع الثالث من القرن السادس الميلادي، فلويس شيخو يرى أنه توفى نحو سنة 570م، وذهب الزركلي لقوله. بينما رجح عمر فروخ أن تكون وفاته سنة 560م. أما محمد صادق الكرباسي فقدر وفاته سنة 555.ومما يدل على أن زمانه كان قبل المبعث بزمن قليل هو أن قريبه عبد الرّحمن بن النّعمان بن يزيد بن قيس بن سلمة بن الأفكل، ممن حضر الفتوح من مذحج في خلافة عمر ونزل الكوفة. وبين عبد الرحمن والأفوه جدين في سلسلة النسب، فالأفكل هو جد الأفوه الثاني أو الثالث، بينما الأفكل هو الجد الرابع لعبد الرحمن بن النعمان.
وقد أورد السجستاني في كتاب المعمرون والوصايا وصية للأفوه الأودي أوصى بها أولاده وعشيرته، وقال الأفوه في وصيته:«إن التجربة علم، والأدب عون، والكفّ عن ذلك مضرّة. وليكن جلساؤكم أهل المروءة والطلب لها، وإياكم ومجالسة الأشرار، فإنها تعقب الضغائن، والرفض لهم من أسباب الخير. والحلم محجزة عن الغيظ، والفحش من العيّ. والغيّ مهدمة للبناء. ومن خير ما ظفرت به الرجال اللسان الحسن. وفي ترك المراءِ راحة للبدن. فلينظر كل رجل منكم إلى جهته، فإن العجب كبر، والكبر قائد إلى البغض، واشنأوا البغي، فإنه المرعى الوخيم. واستصلحوا الخلل، وتحاموا الذُّلّ».